# Albert Pierrepoint
Albert Pierrepoint  (pronunciació en anglès: /ˈpɪərpɔɪnt/) (Clayton, 30 de març de 1905 - Southport, 10 de juliol de 1992) va ser un botxí anglès que va executar entre 435 i més de 600 persones al llarg de 25 anys d'activitat.